# 蘇天賞
蘇天賞（1921年—2013年） ，臺灣省臺中市人，臺中知名醫師，畢業於臺北帝國大學附屬醫學專門部:27。曾任職於臺灣省立臺中醫院、婦幼衛生研究所、私立中山醫學專科學校附設醫院。與妻子何淑共同創辦三樂婦產科醫院、臺中臺安醫院:28。長年於婦產科領域貢獻，被譽為臺中婦癌治療的先驅，並獲頒2012年度臺灣醫療典範獎。